# Enantia albania
Enantia albania är en fjärilsart som först beskrevs av Bates 1864.  Enantia albania ingår i släktet Enantia och familjen vitfjärilar. Inga underarter finns listade i Catalogue of Life.